# Artha
Artha (Devánagari: अर्थ) es un término en sánscrito que significa causa, motivo, significado y noción.
Hace referencia principalmente a la idea de la prosperidad material. En Hinduismo, artha es uno de los cuatro objetivos de la vida, conocidos como Purusharthas. Se considera un objetivo noble al seguir la moralidad védica. El concepto incluye conseguir fama, recopilar riqueza y tener un elevado estatus social. Es el segundo peldaño en la escalera de los Purusharthas, por encima de Dharma (actuar correctamente), y por debajo del Kāma (placer sensual) y Moksha (liberación del samsara).

## Purusharthas
Los objetivos de la vida son:
- Dharma (‘deber religioso’, que naturalmente produce riquezas)
- Artha (‘riquezas’, que permiten conseguir todos los placeres de la vida)
- Kāma (‘placer’, que produce hartazgo y deseo de liberación)
- Moksha (hinduismo) (‘liberación’ del ciclo de la reencarnación)